# Mahabharat (film, 2013)
Pour les articles homonymes, voir Mahabharat.
Pour plus de détails, voir Fiche technique et Distribution.
Mahabharat (महाभारत) est un film d'animation indien réalisé par Amaan Khan et sorti en Inde en 2013. C'est un film d'animation en images de synthèse et utilisant la technique du cinéma en relief. Il est adapté du Mahâbhârata, l'une des deux grandes épopées indiennes antiques.

## Synopsis
Le film, suivant l'intrigue de l'épopée, relate le conflit entre deux grandes familles, les Pândava et les Kaurava.

## Fiche technique
- Titre original : Mahabharat
- Réalisation : Amaan Khan
- Production : Kushal Kantilal Gada, Dhaval Jayantilal Gada
- Studio de production : Pen India Pvt. Ltd
- Musique originale : Rajendra Shiv
- Pays : Inde
- Langue : hindi
- Budget : 50 crore
- Durée : 125 minutes
- Date de sortie : Inde : 27 décembre 2013

## Voix originales
- Amitabh Bachchan : Bhishma
- Shatrughan Sinha : Krishna
- Sunny Deol : Bhima
- Ajay Devgan : Arjuna
- Anil Kapoor : Karna
- Vidya Balan : Draupadi
- Manoj Bajpayee : Yudhisthira
- Anupam Kher : Shakuni
- Deepti Naval : Kunti
- Jackie Shroff : Duryodhana
- Vrajesh Hirjee : Dushasana
- Chandrakant Nayak : Dhritarashtra

## Production
Le film est produit par le studio indien Pen India. Le réalisateur, Amaan Khan, avait déjà réalisé un film d'animation, Krishna, en 2006.
De nombreuses stars indiennes sont réunies pour le film : elles prêtent leurs visages aux principaux rôles ainsi que leurs voix pour le doublage. Cela entraîne l'établissement du contrat d'assurance le plus cher jusque-là élaboré pour un film bollywoodien. En effet, lorsque la star Amitabh Bachchan, qui doit jouer le rôle de Bhishma, émet des réserves à l'idée de prêter ses traits à un personnage animé, le studio doit travailler pendant deux ans pour réaliser des premiers tests d'animation afin de montrer à Bachchan à quoi doit ressembler le résultat. Sept compagnies d'assurance dont une indienne et six étrangères se partagent le contrat d'assurance, et celui-ci, valable au départ pour deux ans, doit ensuite être renouvelé trois fois dans la suite du travail, car la production du film entier prend sept ans. Le montant final du contrat s'élève à 50 crores (7,9 millions de dollars), ce qui fait de Mahabharat le film à l'assurance la plus chère de Bollywood depuis My Name Is Khan qui avait été assuré pour 46 crores.

## Accueil critique
Lors de sa sortie en Inde pour Noël 2013, le film reçoit un accueil contrasté, tous les critiques n'étant pas convaincu par les graphismes et l'animation. Le critique de Bollywood Hungama donne au film 3 étoiles sur 5 et se dit convaincu par les graphismes détaillés, le rythme du scénario, la musique et le travail de doublage des acteurs principaux ; il trouve en revanche que l'animation aurait pu être encore meilleure étant donné le gros budget du film, et cite notamment les expressions faciales de Draupadi qui ne sont pas à la hauteur du travail de doublage effectué par l'actrice Vidya Balan. Sur NDTV Movies, Subhash K. Jha n'est pas du tout convaincu par l'animation, qu'il juge irréaliste et maladroite ; les personnages lui paraissent manquer d'humanité.